# Göttlesbrunn-Arbesthal
Göttlesbrunn-Arbesthal osztrák község Alsó-Ausztria Bruck an der Leitha-i járásában. 2022 januárjában 1449 lakosa volt. 

## Elhelyezkedése

Göttlesbrunn-Arbesthal a Bruck an der Leitha-i járásban

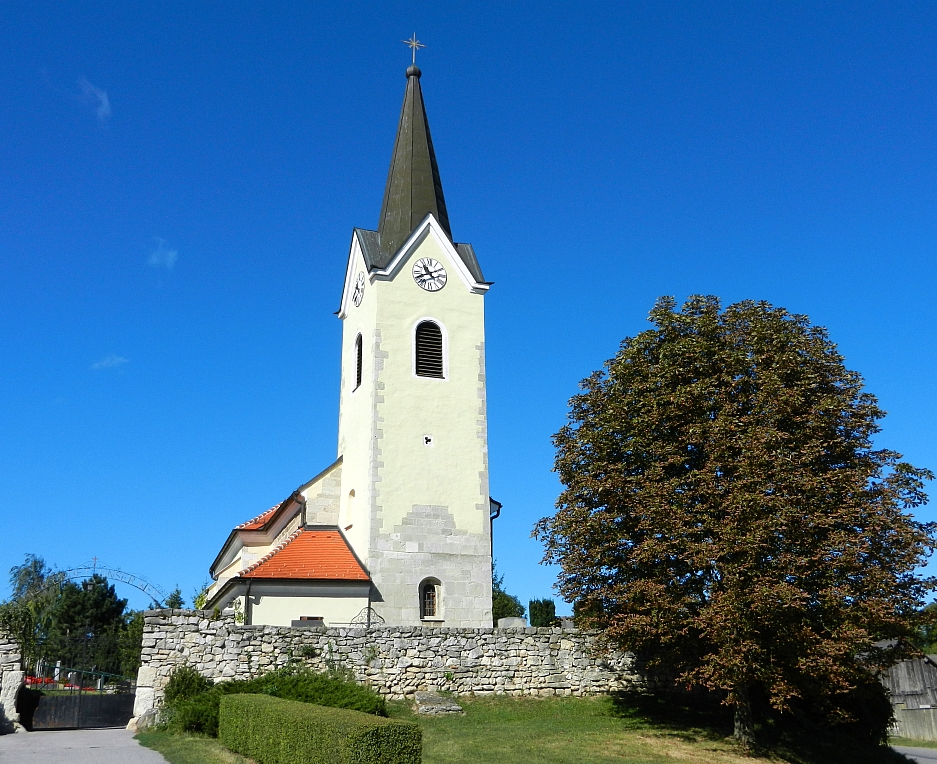
Az arbesthali Keresztelő Szt. János-plébániatemplom

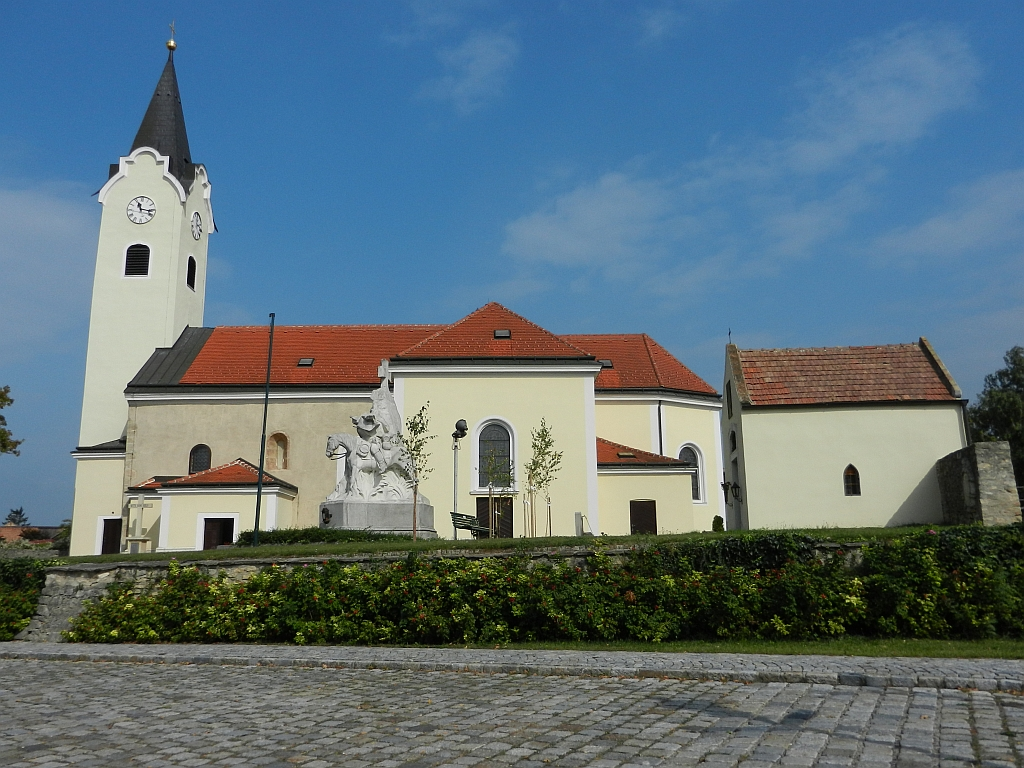
A göttlesbrunni SZt. Fülöp és Jakab-plébániatemplom

Göttlesbrunn-Arbesthal a tartomány Industrieviertel régiójában fekszik, a Bécsi-medencében, a Göttlesbrunner Bach folyó mentén. Legmagasabb pontja a Schüttenberg (284 m). Területének 18,6%-a erdő, 57,6% áll mezőgazdasági művelés alatt. Az önkormányzat két települést egyesít: Arbesthalt (515 lakos 2022-ben) és Göttlesbrunnt (934 lakos).
A környező önkormányzatok: északra Haslau-Maria Ellend, keletre Höflein, délre Bruck an der Leitha, délnyugatra Trautmannsdorf an der Leitha, nyugatra Enzersdorf an der Fischa.

## Története
A régészeti leletek tanúsága szerint a község területe a kőkorban és a bronzkorban is lakott volt. A középkorból egy kincsleletre is bukkantak, egy elásott fazékra, benne 4 ezer ezüst- és aranyérmével.
Arbesthalt 1083-ban, Göttlesbrunn pedig 1239-ben említik először írásban. Arbesthalt és Göttlesbrunn egy részét a göttweigi kolostor birtokolta, majd a falu 1524-ben a Harrach nemzetséghez került és ott is maradt a feudális birtokrendszer 1848-as felszámolásáig. 
A reformáció során Göttlesbrunn katolikus maradt, míg Arbesthal protestánssá vált. Bécs 1529-es első török ostroma alatt a két falut elpusztították, a lakosság az erdőkbe menekült. 1602-ben katonák a falu felét legyújtották. 1606-ban Bocskai István hajdúi, 1621-ben Bethlen Gábor csapatai dúlták fel a két települést; Göttlesbrunnt a templom kivételével teljesen felperzselték. Bécs második, 1683-as ostromakor szintén elpusztították a falukat, 1705-ben pedig Rákóczi kurucai fosztogattak, és több lakost megöltek. 1805-ben és 1809-ben Napóleon francia katonái szállták meg az egész régiót.
1885-ben Göttlesbrunn mezővárosi jogokban részesült. Arbesthal és Göttlesbrunn 1971-ben egyesült.

## Lakosság
A göttlesbrunn-arbesthali önkormányzat területén 2022 januárjában 1449 fő élt. A lakosságszám 1961 óta gyarapodó tendenciát mutat. 2020-ban az ittlakók 92,6%-a volt osztrák állampolgár; a külföldiek közül 1,8% a régi (2004 előtti), 4,6% az új EU-tagállamokból érkezett. 0,4% az egykori Jugoszlávia (Szlovénia és Horvátország nélkül) vagy Törökország, 0,6% egyéb országok polgára volt. 2001-ben a lakosok 88,8%-a római katolikusnak, 3,3% evangélikusnak, 6,4% pedig felekezeten kívülinek vallotta magát. Ugyanekkor a legnagyobb nemzetiségi csoportot a németek (96,6%) mellett a magyarok alkották 0,8%-kal.
A népesség változása:

| 2016 | 1 401 |
| 2018 | 1 411 |

## Látnivalók
- az arbesthali Keresztelő Szt. János-plébániatemplom
- a göttlesbrunni Szt. Fülöp és Jakab-plébániatemplom

## Fordítás
- Ez a szócikk részben vagy egészben  a   Göttlesbrunn-Arbesthal című német Wikipédia-szócikk ezen változatának fordításán alapul.  Az eredeti cikk szerkesztőit annak laptörténete sorolja fel. Ez a jelzés csupán a megfogalmazás eredetét és a szerzői jogokat jelzi, nem szolgál a cikkben szereplő információk forrásmegjelöléseként.